# Pont de la Constitution de 1812
À ne pas confondre avec le pont de la Constitution, qui est situé à Venise.
Le pont de la Constitution de 1812, également appelé pont de la Pepa, est un pont espagnol situé en Andalousie ; il traverse la baie de Cadix pour relier l'île de Cadix à Puerto Real sur le continuent. Sa construction, décidée dès 1988, a commencé en 2007 et s'est achevée en 2015. Le pont est inauguré le 24 septembre 2015 ; il est à cette date le plus long et le plus haut des ponts espagnols, le troisième plus long pont à haubans d'Europe et le deuxième plus haut pont franchissant un bras de mer du monde.

## Situation et toponyme

Tracé (en rouge) du pont de la Constitution de 1812, au-dessus de la baie de Cadix.

Le pont de la Constitution de 1812 franchit la baie de Cadix en aval du pont José León de Carranza (es), construit en 1969 ; il constitue le second franchissement de cette baie.
Son nom officiel fait référence à la Constitution espagnole de 1812.

## Historique
Le pont a coûté environ 470 millions d'euros ; jusqu'à 650 personnes ont travaillé simultanément sur le chantier de l'ouvrage ; du fait de l'ampleur du chantier et du dépassement conséquent du budget initialement prévu, l'initiative de construction du pont a été critiquée, surtout que les travaux ont commencé juste avant l'éclatement de la crise économique espagnole.

## Caractéristiques

Coupe longitudinale du pont de la Constitution de 1812, vu d'amont (du sud vers le nord, Cadix étant situé sur la gauche.

Le pont mesure 3 092 mètres de longueur d'un bout à l'autre ; sa portée principale, soutenue par les deux pylônes de 185 mètres de hauteur, est longue de 540 mètres. Afin d'éviter toute rupture de trafic sur le pont tout en laissant passer les plus gros navires, il a été choisi de ne pas construire un pont basculant comme c'était le cas pour le pont José León de Carranza (es) ; le tirant d'air de la portée principale est donc de 69 mètres, ce qui fait du pont de la Constitution de 1812 le second plus haut pont maritime du monde après le pont Verrazano-Narrows, et le plus haut à haubans,.
C'est également le pont à haubans comportant la troisième plus longue portée centrale d'Europe, après le pont de Normandie et le pont Rion-Antirion.

Coupe transversale du pont, montrant la structure du tablier ainsi que la répartition des voies de circulation.

Le pont comporte trois voies routières du CA-35 dans chaque sens de circulation, ainsi qu'une plate-forme réservée pour la seconde ligne du tram-train de la Baie de Cadix.